# Emisión (física)
En física la  emisión electrónica  es un fenómeno natural que consiste en la eyección de electrones hacia fuera de su entorno, desde un cuerpo, puede ser desde un semiconductor pero en ciertos casos, también desde un aislante.
Para la eyección de electrones desde un medio se requiere energía - la fuente de la energía de los electrones es la energía cinética del movimiento térmico de los electrones. Es el método más comúnmente utilizado para obtener electrones - se utiliza en casi todos los tipos de tubo de electrones.
- Emisión de fotoelectrones - la fuente de energía es la radiación electromagnética como la luz, rayos-X.
- Emisión secundaria - la fuente de energía que llama la atención de los emisores de partículas materiales, como electrones, protones
- Emisión por efecto de campo - emisión bajo la influencia de un campo eléctrico fuerte, por ejemplo, a orillas (Microscopio de efecto de campo) o cerca de las palas en movimiento sobre un objeto (Microscopio de efecto túnel)
- Exo-emisión - las emisiones bajo la influencia de diversos factores, como durante la deformación, o fricción de un cuerpo, cuando son expuestos a una emisión de luz con una energía menor que la función de trabajo del cuerpo , que ha sido previamente irradiado por radiaciones ionizantes.[1][2][3]

## Nota
1. ↑  Peter W. Hawkes (1992). Advances in electronics and electron physics. Academic Press. pp. 34 -. ISBN 978 - 0-12-014725-0. Consultado el 10 de marzo de 2012.
2. ↑  Franz Alt (December 1961). Advances in COMPUTERS. Academic Press. pp. 182 -. ISBN 978-0-12-012102-1. Archivado desde google.com/books? id = rDFWva4HhHcC & pg = PA182 el original el 31 de julio de 2013. Consultado el 10 de marzo de 2012.
3. ↑  INFN ELOISATRON Project. Workshop (1 de junio de 2004). -AC & pg = PA202 Innovative detectores for supercolliders: proceedings of the 42nd workshop of the INFN ELOISATRON Project, Erice, Italy, 28 Sept - 4 Oct 2003. World Scientific. pp. 202 -. ISBN 978-981-238-745-5. Consultado el 10 de marzo de 2012.

- Datos: Q1327057